# Center for Justice and Accountability
El Center for Justice and Accountability (CJA) (traducido: Centro de Justicia y Responsabilidad) es una organización internacional estadounidense sin fines de lucro de derechos humanos. Tiene la sede en San Francisco, California y fue fundado en 1998.
La misión del CJA es representar a sobrevivientes de tortura y otros graves abusos contra los derechos humanos en casos contra violadores de derechos individuales ante tribunales estadounidenses y españoles. Como tal cabe destacar, que el CJA ha sido pionero en el uso del litigio civil en Estados Unidos como medio de reparación para sobrevivientes de todo el mundo. De esa manera utiliza los litigios para responsabilizar individualmente a los perpetradores de abusos de los derechos humanos, desarrollar el derecho de los derechos humanos y promover el estado de derecho en países que están en transición después de períodos de abuso.

## Historia
CJA se fundó en 1998 con el apoyo de Amnistía Internacional y el Fondo de Contribuciones Voluntarias de las Naciones Unidas para las Víctimas de la Tortura para representar a sobrevivientes de tortura en su búsqueda de justicia. Se creó basándose en el principio, utilizado por primera vez durante los juicios de Núremberg tras la Segunda Guerra Mundial, de que ciertos crímenes son tan atroces que representan ofensas contra toda la humanidad. Estos crímenes incluyen el genocidio, los crímenes de lesa humanidad, las ejecuciones extrajudiciales y la tortura.
Su primer cliente fue un sobreviviente de un campo de detención y tortura bosnio que experimentó un trauma adicional al enterarse de que su torturador vivía libremente en la misma comunidad en Estados Unidos. Con éxito se le pudo demandar. Desde entonces ha utilizado toda una serie de litigios en otros casos y los ganó, entre otros, frente a dos ministros de Defensa de El Salvador. También consiguió enjuiciar con éxito de forma civil a uno de los arquitectos del asesinato del arzbispo Óscar Romero haciendo así historia al respecto. Finalmente descubrió a Inocente Montano en Estados Unidos e hizo posible su extradición a España, donde fue condenado a 133 años de cárcel por la masacre de los jesuitas.
Por esa labor ha sido reconocido internacionalmente por personalidades conocidas como Rigoberta Menchú, Baltasar Garzón y Robert White. También recibió numerosos premios por su labor.